# Media-Analyse (Österreich)
Die Arbeitsgemeinschaft Media-Analysen ist ein auf freiwilliger Mitgliedschaft beruhender Zusammenschluss von Verlagen, Werbeagenturen und Infoscreen. In ihrem Auftrag wird jährlich die Media-Analyse (MA) als größte Studie zur Erhebung von Printreichweiten in Österreich durchgeführt.

## Geschichte
Die erste Media-Analyse wurde im Jahre 1964 von J. Walther Thompson und Lintas finanziert. Grund war die allgemeine Unzufriedenheit über die vermeintlichen Reichweiten, die zu dieser Zeit von den österreichischen Medien angegeben wurden. Es bestand auch eine Unwissenheit über den Besitz von Haushaltsgeräten und die Konsumgewohnheiten der österreichischen Haushalte. Eine Mediaplanung war ohne diese Daten nicht möglich und die Fehlstreuung enorm hoch. Von Seiten J. Walther Thompsons erfolgte die Analyse der Daten durch F. A. Späth und Werner Traub, von Seiten der Lintas durch Lauer.
Die Auszählung mittels Hollerithkarten erfolgte am Firmensitz von JWT in Frankfurt. Diese erste Media-Analyse führte zu einem Umsturz in der österreichischen Medialandschaft. Viele bis dahin als unverzichtbar geltende Medien verschwanden, da die Branche mit Argusaugen die Medieneinsätze von Lintas/Unilever und den Großkunden von JWT verfolgte. Dies war Anlass zur Gründung des Trägervereins der MA. Die Studie des Trägervereins der MA wurde erstmals im Jahr 1965 erstellt, um eine Vergleichsgröße zu den Auflagezahlen der Österreichischen Auflagenkontrolle  (ÖAK) zu bekommen.
Im Juni 2025 wurde Richard Grasl zum Präsidenten der Arbeitsgemeinschaft gewählt.

## Allgemeines
Die ARGE Media-Analysen hat sich als neutrale Institution zum Ziel gesetzt, seinen Mitgliedern Zugang zur objektiven Darstellung des Printmediennutzungsverhaltens in Österreich zu bieten und die Werbewirtschaft, aber auch den Medienunternehmen und der interessierten Öffentlichkeit in hoher und verlässlicher Qualität umfangreich und detailliert über den Lesemarkt zu informieren.
Die paritätische Besetzung des Vorstands (18 Verlagsvertreter und 18 Agenturvertreter) garantiert Unabhängigkeit und direkte Einbindung des Kunden (Werbeagenturen) in alle Entscheidungsprozesse der ARGE Media-Analysen.
Die ARGE Media-Analysen veröffentlicht erhobene Werte von Printmedien, die sich an der MA beteiligen, nur unter der Voraussetzung, dass, gemäß Punkt A, 1.e der Teilnahmebedingungen, für den Ausweisungszeitraum bestätigte Auflagenzahlen vorliegen. Für Printmitglieder, welche nicht in der ÖAK (Österreichische Auflagenkontrolle) geprüft werden, hat die Meldung – gemäß aktuellen ÖAK-Richtlinien – an den Verein zu erfolgen.
Die Durchführung und Auswertung der Studie erfolgt durch GfK Austria GmbH, IFES – Institut für empirische Sozialforschung GmbH und H.T.S. Informationssysteme für Marktforschung GmbH (Stichprobe: GfK Austria / IFES; Fragebogen: IFES; Feldarbeit: GfK Austria / IFES; Datenerfassung: GfK Austria / IFES; Datenprüfung: GfK Austria / IFES / H.T.S.; Gewichtung: H.T.S.; Berichterstellung: ARGE Media-Analysen / H.T.S.)
Die ARGE Media-Analysen ist u. a. Mitglied der „EMRO“ (European media research organisation) und nimmt regelmäßig an internationalen Konferenzen zum Thema Medienforschung teil. Im Jahr 2024 hat die Konferenz in Wien, Österreich, stattgefunden.

## Methodeninformationen
Die Grundgesamtheit der MA ist die österreichische Wohnbevölkerung ab 14 Jahren in Privathaushalten gemäß dem aktuellen Mikrozensus der Statistik Austria.
Der Samplegröße von ca. 15.000 Interviews liegt ein Combined Extended Random Sample, mehrfach geschichtete Telefon-Zufallsstichprobe (Multistage Randome Sample), RLD-Verfahren (Random Last Digit), disproportional nach Bundesländern, zusätzlicher Einsatz von frei zu wählenden, ortsnahen Adressen.
Seit der MA 2023 kommen weitere Stichprobenverfahren zum Einsatz (Rekrutierung aus Online-Access-Pools, Recontacting von Personen, die bereits an anderen Studien (Basis Zufallsstichprobe/RLD) teilgenommen haben, „Push-to-Web/Push-to-CAPI“: Haushaltsstichprobe, bei der RespondentInnen zur Teilnahme der Studie mittels Schreiben und Vorab-Incentives eingeladen werden).
Die Feldzeit der Studie erstreckt sich von Jänner bis Dezember.
Standardisierter Fragebogen mit folgender Reihung der Medienabfrage: Magazine monatlich, Magazine 14-täglich, überregionale Wochenzeitungen und Wochenmagazine, regionale Wochenzeitungen, Tageszeitungen, Wochenendausgaben von Tageszeitungen, Supplements, Infoscreen, Internet.
Folgende Zielgruppen-Daten werden erfasst: Ressortinteresse, Freizeitbeschäftigung, Einstellungen und persönliche Werte, Haushaltsbesitz (Kommunikations- und Unterhaltungselektronik), Internetnutzung, Wohnen, berufliche Entscheidungskompetenz, Demographie.
Seit der MA 2023 wird das SQSD-Modell für die großen Itembatterien Ressortinteresse, Freizeitbeschäftigung, persönliche Werte und Trends eingesetzt (Split Questionnaire Survey Design). Dabei werden nur 50 % der einzelnen Items (individuell für jeden Befragten) von den Respondenten beantwortet. Die Imputation wird dazu genutzt, die „Lücken“ der spezifischen Frageblöcke zu füllen.
Seit der MA 2023 bietet die Arbeitsgemeinschaft Media-Analysen ihren Printmitgliedern gemeinsam mit der Österreichischen Webanalyse (ÖWA) die Möglichkeit, eine Markenreichweite (CMR: Cross Media Reach) zu bilden und auch auszuweisen, womit dem Wunsch entsprochen wird, die Nutzung von Print-Content, der kanalübergreifend ausgespielt wird, darzustellen.
Neben dem Lesen von gedruckten Ausgaben und ePaper wird auch die Nutzung des entsprechenden Online-Angebots in der MA erhoben.
Die so erhobenen Werte für Web/App werden an den veröffentlichten Daten der ÖWA – entsprechend dem Erscheinungsintervall des Printmediums – angepasst. Die Anpassung erfolgt im Total und national. Die so justierten Online-Reichweiten werden mit den Printreichweiten zur Nettoreichweite für Print (gedruckte Ausgabe/ePaper) und Online (justiert an ÖWA) verrechnet.
Voraussetzung für die Teilnahme an der CMR ist demnach die Ausweisung der Werte des entsprechenden Angebots in der ÖWA. Bei Berichten über die CMR (Cross Media Reach) sowie bei Veröffentlichungen bzw. Werbung mit CMR-Werten muss die Justierungsgrundlage der Daten verpflichtend angegeben werden. Onlinereichweite: Justierung an den Werten der Österreichischen Webanalyse (ÖWA).

## Veröffentlichung
Die repräsentative Stichprobe der Media-Analyse umfasst jährlich ca. 15.000 Interviews, die auf Bundeslandebene disproportional durchgeführt werden, damit auch Auswertungen für kleine Bundesländer aussagekräftig und zuverlässig sind. Die Grundgesamtheit (MA 2023) umfasst knapp 7,7 Millionen in Österreich lebende Personen über 14 Jahren. Erhoben werden die Interviews täglich, veröffentlicht werden die Ergebnisse halbjährlich, wobei ein Halbjahresbericht rollierende Daten von zwölf Monaten beinhaltet.
Die Fragebögen werden von den Respondenten entweder online ausgefüllt (CAWI – Computer Assisted Web Interview; der Respondent erhält einen Link) oder mittels Face2Face-Interview (CAPI/CASI – Computer Assisted Personal Interview, Computer Assisted Self Interview) am Wohnort des Respondenten durchgeführt. Die Leistungswerte werden als LpA und als WLK ausgewiesen. Der LpA (Leser pro Ausgabe) bezeichnet die Wahrscheinlichkeit, Leser einer durchschnittlichen Ausgabe eines Printtitels zu sein. Der WLK (weitester Leserkreis) bezeichnet die Zahl jener Personen, die in einem definierten Zeitintervall (14 Tage für Tageszeitungen, drei bis zwölf Monate für Magazine) zumindest eine Ausgabe eines Printtitels gelesen oder durchgeblättert haben. Die Daten der Media-Analyse werden im Frühjahr (März/April) und im Herbst (Oktober) veröffentlicht. Sie können mit dem Zervice-Tool analysiert werden.